# 肥胖勾氏介
肥胖勾氏介（学名：[Gouiecythere obesa] 错误：{{Lang}}：文本有斜体标记（帮助））为彎貝介科勾氏介屬下的一个种。